# Lepanthes decoris
Lepanthes decoris är en orkidéart som beskrevs av Carlyle August Luer och Llamacho. Lepanthes decoris ingår i släktet Lepanthes och familjen orkidéer.
Artens utbredningsområde är Kuba. Inga underarter finns listade i Catalogue of Life.